# أمكار بيرم
أمكار بيرم (بالروسية: Футбо́льный клуб "Амка́р" Пермь) هو نادي كرة قدم روسي مركزه في مدينة بيرم في روسيا، يلعب في الدوري الروسي الممتاز، تأسس في سنة 1994، تمكن من الصعود الدوري الروسي للمحترفين في سنة 1995 وثم تمكن من الصعود إلى الدوري الروسي الدرجة الممتازة في سنة 2004، ملعبه هو ستاد زفيزدا وهو مغطى بالعشب الصناعي.

## وصلات خارجية
- الموقع الرسمي (بالروسية)